# Kościernica (powiat koszaliński)
Kościernica (niem. Kösternitz) – wieś w Polsce położona w województwie zachodniopomorskim, w powiecie koszalińskim, w gminie Polanów przy drodze wojewódzkiej nr 206.
W latach 1954–1972 wieś należała i była siedzibą władz gromady Kościernica. W latach 1975–1998 wieś położona była w województwie koszalińskim.  W latach 1973–76 w gminie Sianów.

## Architektura

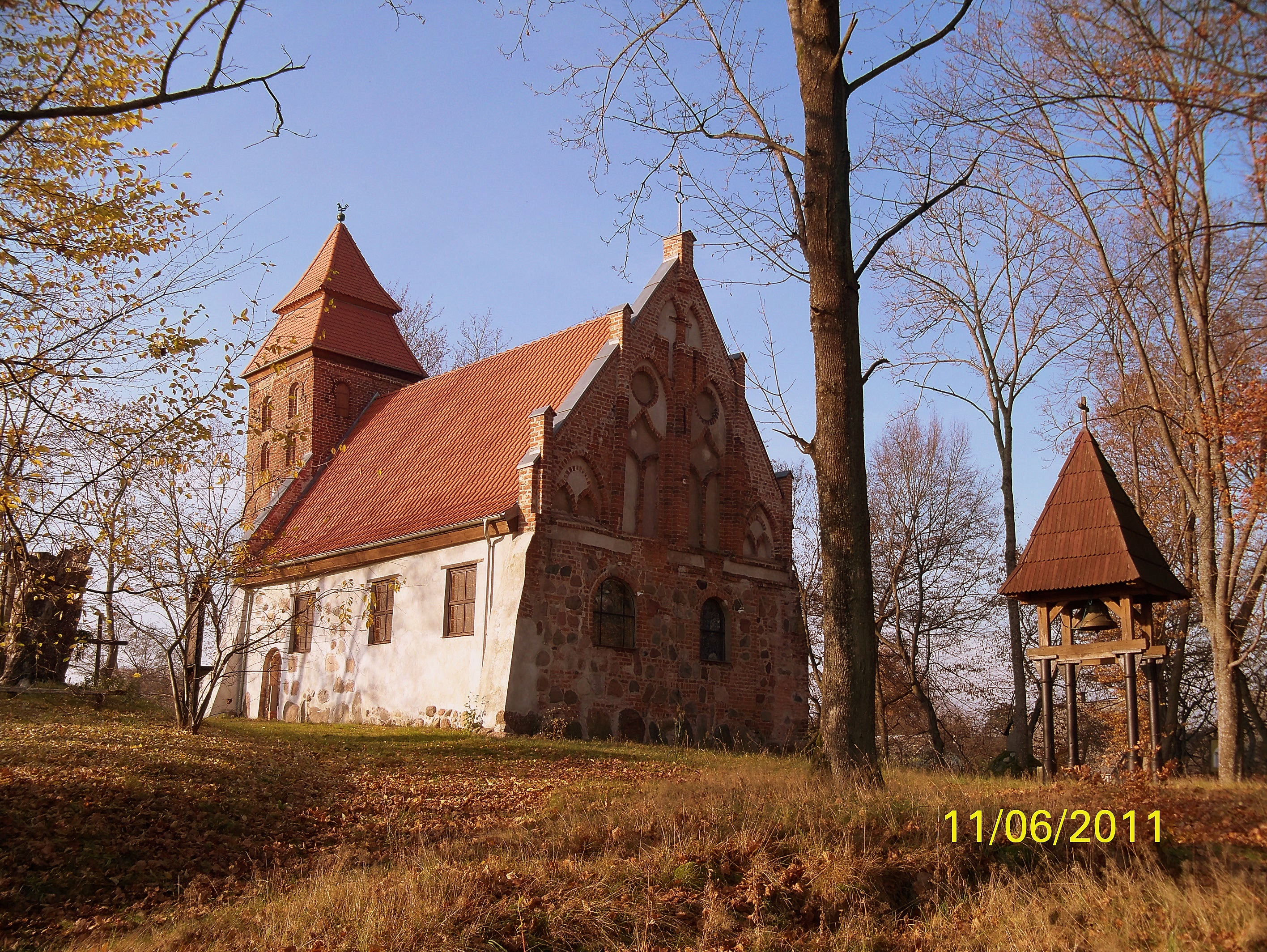
Kościół w Kościernicy

We wsi znajduje się kościół pw. Matki Bożej Królowej Polski, zbudowany w XV w. w stylu gotyckim, a następnie przebudowany w XVIII oraz XIX wieku (pośw. 8.12.1946, obiekt zabytkowy - nr rej. 25 z 4.12.1954 r). Zachowały się gotyckie mury oraz oszkarpowania wyodrębnionej wieży. Wewnątrz witraże, zabytkowa chrzcielnica. Obok kościółka żeliwna naziemna dzwonnica z barokowym dzwonem.